# Slavko Vraneš
Slavko Vraneš, né le 30 janvier 1983 à Pljevlja en  Yougoslavie (aujourd'hui au Monténégro), est un joueur monténégrin de basket-ball. Avec sa taille de 2,30 m, il est l'un des plus grands joueurs de basket-ball au monde. Il joue au poste de pivot.

## Biographie
Slavko Vraneš commence le basket-ball dans le club serbe du KK Železnik. Alors qu'il est encore junior, il est recruté par le club turc de Tofaş Bursa pour la saison 2000-2001. Il rejoint ensuite Efes Pilsen İstanbul la saison suivante. En raison de difficultés d'adaptation, il retourne au Monténégro en janvier 2002, à Podgorica jusqu'à l'été 2003.
Vraneš est sélectionné au 39e rang de la draft 2003 par les Knicks de New York. Il est évincé par les Knicks en décembre 2003. Début janvier 2004, il signe un contrat de dix jours avec les Trail Blazers de Portland, ne disputant qu'un seul match lors de la saison 2003-2004.
Il termine la saison à l'Étoile rouge de Belgrade. De 2004 à 2007, il porte les couleurs de Podgorica pour la seconde fois de sa carrière. En octobre 2007, Slavko Vraneš signe un contrat de trois ans avec le Partizan Belgrade. À l'été 2010, il rejoint le club russe d'UNICS Kazan.
Il est membre de l'équipe nationale du Monténégro.